# Festival bunjevački’ pisama 2007.
Festival bunjevački’ pisama 2007. bio je sedmo izdanje tog festivala. 
Trajao je od 26. – 28. rujna.

Izdanje festivala od 2007. je dalo 12 novih skladba. Prvi put je uvedena i nagrada za najboljeg debitanta.
Skladbe sudionice su "Ej, birtašu", koju je izveo Marko Stipić, "Hajina pisma", koju je izveo Mladen Crnković, "Čini mi se da sam sve to snila" koju su izvele Tamara Babić i Irena Kovačev, "Na Bajskome prelu", koju je izvela Anett Balažić, "Svoj na svome", koju je izvela Anica Čipak, "Ostani bar samo čovjek", koju je izvela Svjetlana Patarić, "Ej, Bunjevko, tebe srce želi", koju je izveo Darko Temunović, "Oj, Subotica, od starina grade", koju je izvela Martina Dulić, "Nema te više", koju je izvela Ivana Stipić, "Dan sutrašnji", koju je izvela Našata Kostadinović, "Zvona stare crkve", koju je izveo Marinko Rudić Vranić i "Nemoj mati tugovati", koju je izvela Marija Jaramazović.
Mjesto izvođenja je bio Hrvatski kulturni centar "Bunjevačko kolo".
Po ocjeni strukovnih sudaca, najbolja je pjesma "Subotico, od starina grade" (Milivoj Jovanović - Milivoj Jovanović - Vojislav Temunović). Pjesmu je izvela Martina Dulić. Drugu nagradu je osvojila pjesma "Nemoj mati tugovati" (Mirjana Jaramazović - Nikola Jaramazović - Stipan Jaramazović), koju je izvela Marija Jaramazović. Treću nagradu je osvojila skladba "Ej, birtašu", koju je izveo Marko Stipić. 
Najbolja pjesma po izboru slušateljstva Radio-Subotice i nazočnih gledatelja, bila je pjesma "Ej Bunjevko, tebe srce želi" (Petar Kuntić - Petar Kuntić - Vojislav Temunović). Pjesmu je izveo Darko Temunović. Glasovanje je telefonski, a kao novina, uvedena je i mogućnost glasovanja SMS-om.
Najboljom debitanticom je proglašena Ivana Stipić koja je izvela pjesmu "Nema te više" (Nedeljka Šarčević - Nedeljka Šarčević - Nela Skenderović).
Suci su nagradili pjevačicu Mariju Jaramazović za najbolju interpretaciju, i to za izvedbu pjesme "Nemoj mati tugovati" (Mirjana Jaramazović - Nikola Jaramazović - Stipan Jaramazović). 
Nagradu za najbolji neobjavljeni tekst je dobio Marko Sente, za skladbu, "Zvona stare crkve", koju je na festivalu izveo Marinko Rudić Vranić.
Nagradu za najbolji aranžman je dobio Marinko Rudić Vranić, za pjesmu "Zvona stare crkve".
Suci za tekstove su bili: Ljiljana Dulić, Tomislav Žigmanov, Milovan Miković, Katarina Čeliković i Ivana Petrekanić.
Suci za glazbeni dio, tj. za ocjenjivanje izvođača, debitanata, skladba i aranžmana su bili Marijana Crnković, Antonija Piuković, Đuro Parčetić, Slavko Franjo Batorek i Berislav Skenderović.

## Vanjska poveznica
- Radio-Subotica  Arhivirana inačica izvorne stranice od 24. rujna 2015. (Wayback Machine) «Subotico, od starina grade» pobjednička pjesma VII. Festivala bunjevački pisama